# Minuartia glomerata
Minuartia glomerata är en nejlikväxtart. Minuartia glomerata ingår i släktet nörlar, och familjen nejlikväxter.

## Underarter
Arten delas in i följande underarter:
- M. g. burnatii
- M. g. cymifera
- M. g. glomerata
- M. g. macedonica
- M. g. pannonica
- M. g. trichocalycina

## Bildgalleri

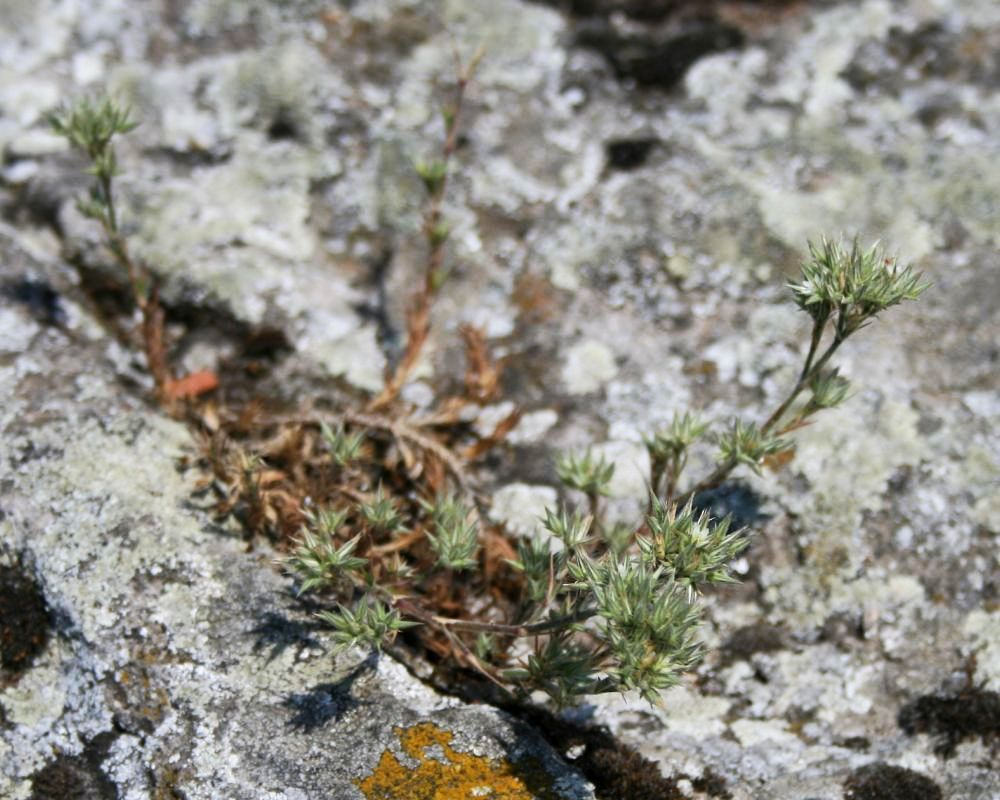
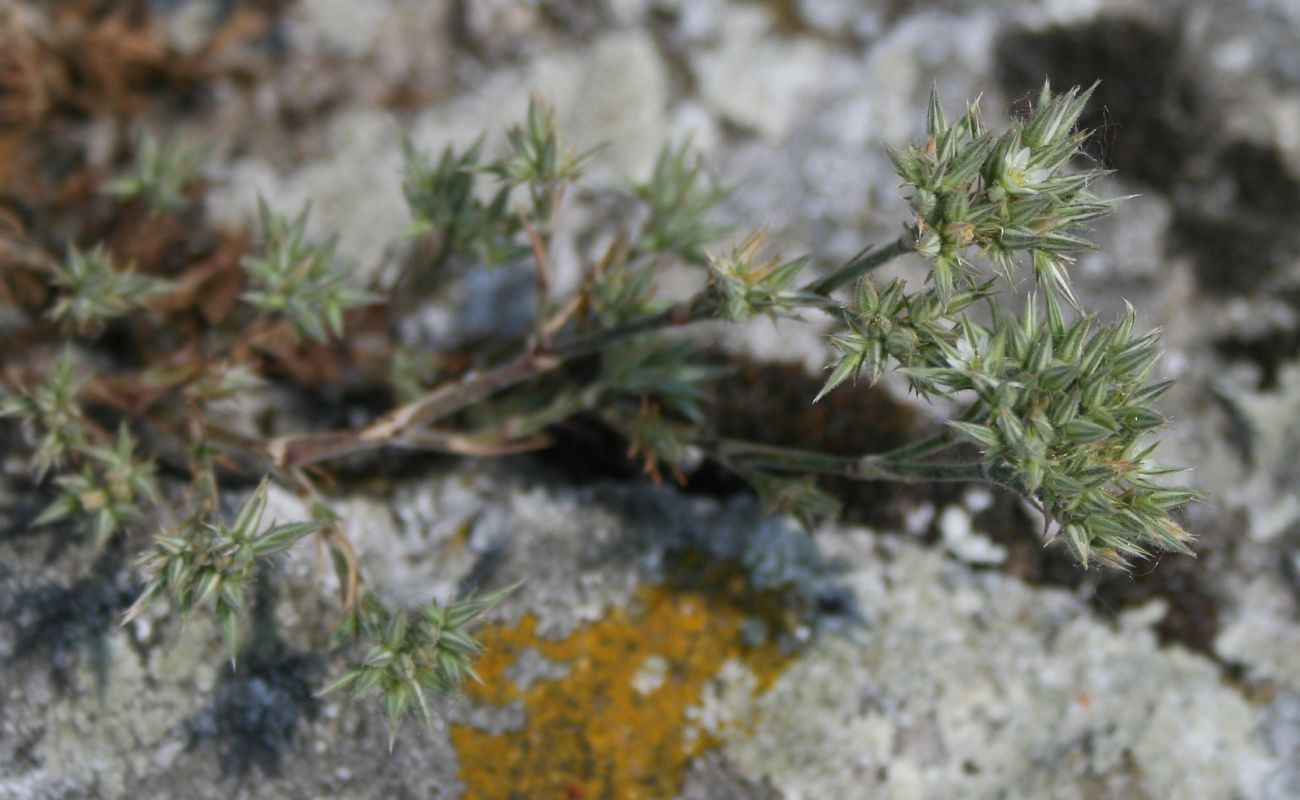
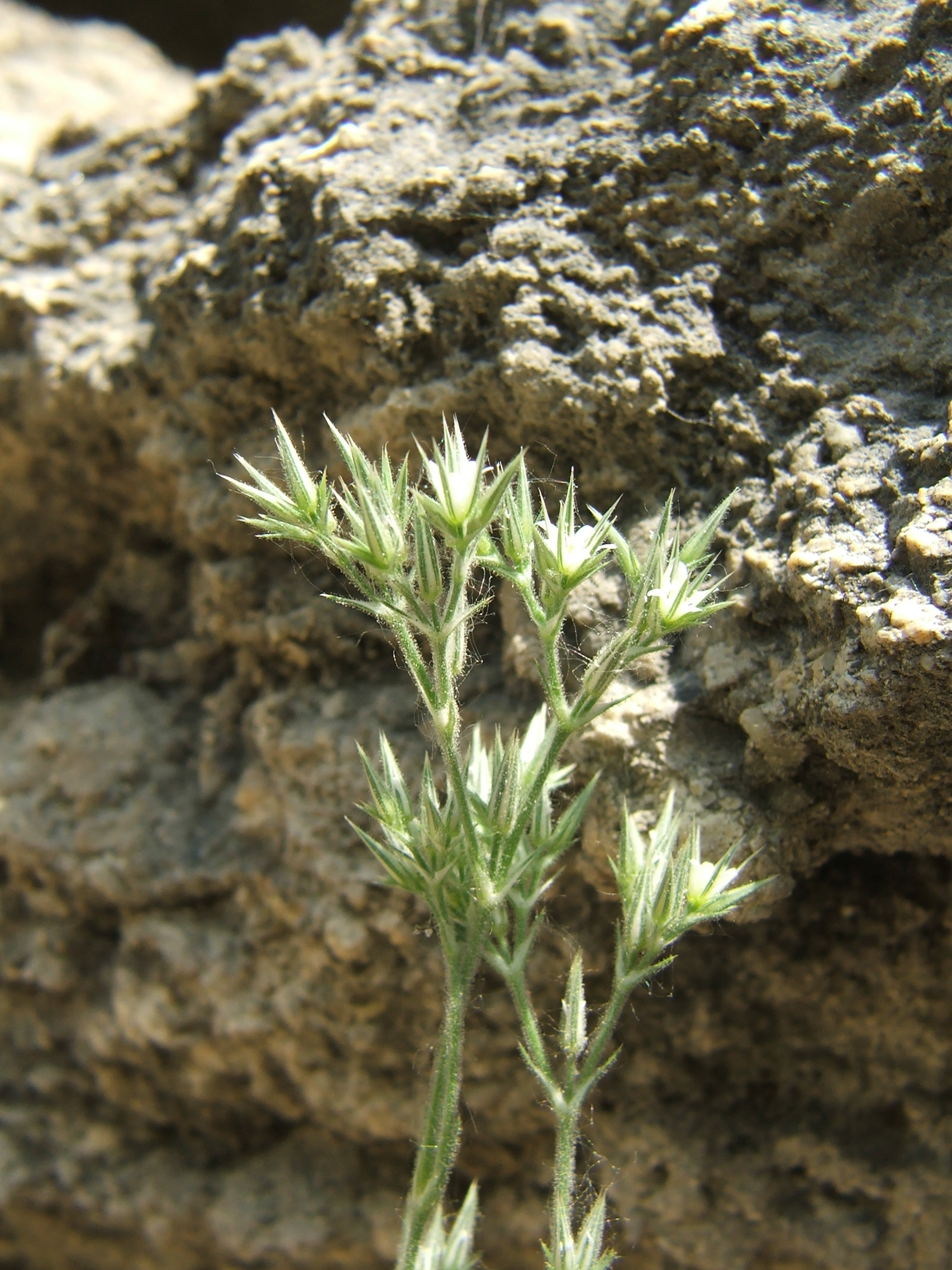